# Wenzel
Wenzel er en fast trumfrækkefølge i en række kortspil af tysk oprindelse. Rækkefølgen er: kl D, sp D, kl Kn, sp Kn, hj Kn, ru Kn. Wenzel er udviklet i spillet schafkopf omkring 1800 og anvendes i dag bl.a. i det tyske nationalkortspil skat. I Danmark bruges wenzel i sjavs og skærvindsel (der opindeligt hed scherwenzel).
| Spil | Spire Denne artikel om spil eller lege er en spire som bør udbygges. Du er velkommen til at hjælpe Wikipedia ved at udvide den. |